# USS Jacksonville (SSN-699)
Za druga plovila z istim imenom glejte USS Jacksonville.
USS Jacksonville (SSN-699) je jedrska jurišna podmornica razreda los angeles.